# James Dewar
Sir James Dewar (20. září 1842, Kincardine – 27. března 1923, Londýn) byl skotský chemik a fyzik, vynálezce termosky.

## Život
Narodil se v rodině hostinského. V deseti letech ho zasáhl úder revmatické horečky, který ho na dva roky upoutal na lůžko. Během této doby se naučil hrát na housle – podle jeho pozdějších vlastních slov to byla ideální průprava pro jemnou práci v chemické laboratoři. Vystudoval na univerzitě v Edinburghu, kde ho přírodní vědy učil známý seismolog James David Forbes, více ho ale ovlivnil učitel chemie Lyon Playfair, jemuž pak dělal asistenta. Od roku 1869 učil na Royal Veterinary College of Edinburgh. Roku 1875 pak byl jmenován profesorem na univerzitě v Cambridgi. Od roku 1877 působil rovněž na Royal Institution of Great Britain. Roku 1904 byl uveden do šlechtického stavu.

## Dílo
Zabýval se hlavně spektroskopií. V roce 1867 objevil strukturu benzenu. Jeho dalším zájmem bylo zkapalňování plynů - v roce 1891 vynalezl stroj na výrobu kapalného kyslíku, a to v dosud nevídaném množství.
Avšak nejslavnější se stal jeho vynález z roku 1892. Tehdy vytvořil skleněnou nádobu s dvojitými stěnami, mezi nimiž vyčerpal vzduch a otvor zatavil. Věděl, že díky vakuu zamezí ztrátám tepla vedením a prouděním. Vyrobil tak termosku – Dewarovu nádobu. Navíc měl vnitřek „Dewarovy nádoby“ postříbřený povrch, aby se zredukoval únik chladu vyzařováním.
Po tomto praktickém vynálezu se vrátil ke zkapalňování plynů a roku 1898 jako první na světě zkapalnil vodík. Roku 1899 ho dokonce přivedl do pevného stavu. S Frederickem Abelem později vynalezl výbušninu kordit.